# René Thom
René Thom (ur. 2 września 1923 w Montbéliard, zm. 25 października 2002 w Bures-sur-Yvette) – francuski matematyk, w latach 1957–1967 profesor Uniwersytetu Strasburskiego, od 1963 Instytutu Wyższych Studiów Naukowych w Bures-sur-Yvette, od 1967 członek Francuskiej Akademii Nauk, a od 1988 r. członek zagraniczny PAN, autor prac głównie z topologii algebraicznej i różniczkowej (przestrzeń Thoma), twórca teorii katastrof (1966). W 1958 został nagrodzony Medalem Fieldsa.

## Zarys kariery naukowej
Jego talent matematyczny ujawnił się już w dzieciństwie. Pierwszy stopień naukowy, bakalaureat, uzyskał mając zaledwie siedemnaście lat. Był to jednak okres wojny i jego rozwój naukowy nie mógł przebiegać normalnie: Thom uzyskał doktorat (którym opiekował się naukowo słynny Henri Cartan) dopiero w 1951. Największy rozgłos przyniosła mu stworzona przezeń teoria katastrof (choć nie za nią uzyskał Medal Fieldsa). Teoria ta opisuje możliwe nieciągłe skutki ciągłych działań. Sprawdziła się ona w zastosowaniach technicznych. Teorię katastrof próbowano stosować do opisu zachowań społecznych, lecz z małym skutkiem.
Thom zdobył także za swe osiągnięcia Wielką Nagrodę Naukową Miasta Paryża (1974) i uzyskał m.in. prestiżowe, honorowe członkostwo Londyńskiego Towarzystwa Matematycznego (1990).

## Odznaczenia i nagrody
- Medal Fieldsa (1958)
- Grand Prix Scientifique de la Ville de Paris (1974)
- Krzyż Wielki Orderu Narodowego Zasługi Naukowej (1995, Brazylia)[2]

## Publikacje
- Espaces fibrés en sphères et carrés de Steenrod (1952)
- Quelques propriétés globales des variétés différentiables (1954)
- Ensembles et morphismes stratifiés (1969)
- Stabilité structurelle et morphogenèse (1972)
- Modèles mathématiques de la morphogenèse (1974)
- Paraboles et catastrophes (1980) – wyd. pol. Parabole i katastrofy • Rozmowy o matematyce, nauce i filozofii z Giulio Giorello i Simoną Marini, 1991
- Esquisse d’une sémiophysique • Physique aristotélicienne et théorie des catastrophes (1989)